# مانويل فييالوبوس
مانويل فييالوبوس (بالإسبانية: Manuel Villalobos)‏ (15 أكتوبر 1980 بإيكويكو في تشيلي - ) هو لاعب كرة قدم تشيلي في مركز الهجوم. شارك مع منتخب تشيلي تحت 17 سنة لكرة القدم ومنتخب تشيلي لكرة القدم. أما مع النوادي، فقد لعب مع أرتورو فرنانديز فيال وكولو-كولو ونادي أونيفرسيداد دي تشيلي ونادي أوهيجينس وهواتشيباتو وديبورتيفو نوبلينس ‏ وسان ماركوس دي أريكا ‏ وDeportes Copiapó ‏ وديبورتيس نافال وديبورتيس إيكيكي.

## وصلات خارجية
- مانويل فييالوبوس على موقع الاتحاد الدولي (مؤرشف)  (الإنجليزية)
- مانويل فييالوبوس على موقع قاعدة بيانات كرة القدم.إي يو (الإنجليزية)
- مانويل فييالوبوس على موقع ناشيونال فوتبول تيمز (الإنجليزية)
- مانويل فييالوبوس على موقع Soccerway.com (الإنجليزية)
- مانويل فييالوبوس على موقع عالم كرة القدم.نت (الإنجليزية)
- مانويل فييالوبوس على موقع AS.com (الإسبانية)